# Le Grand Rex

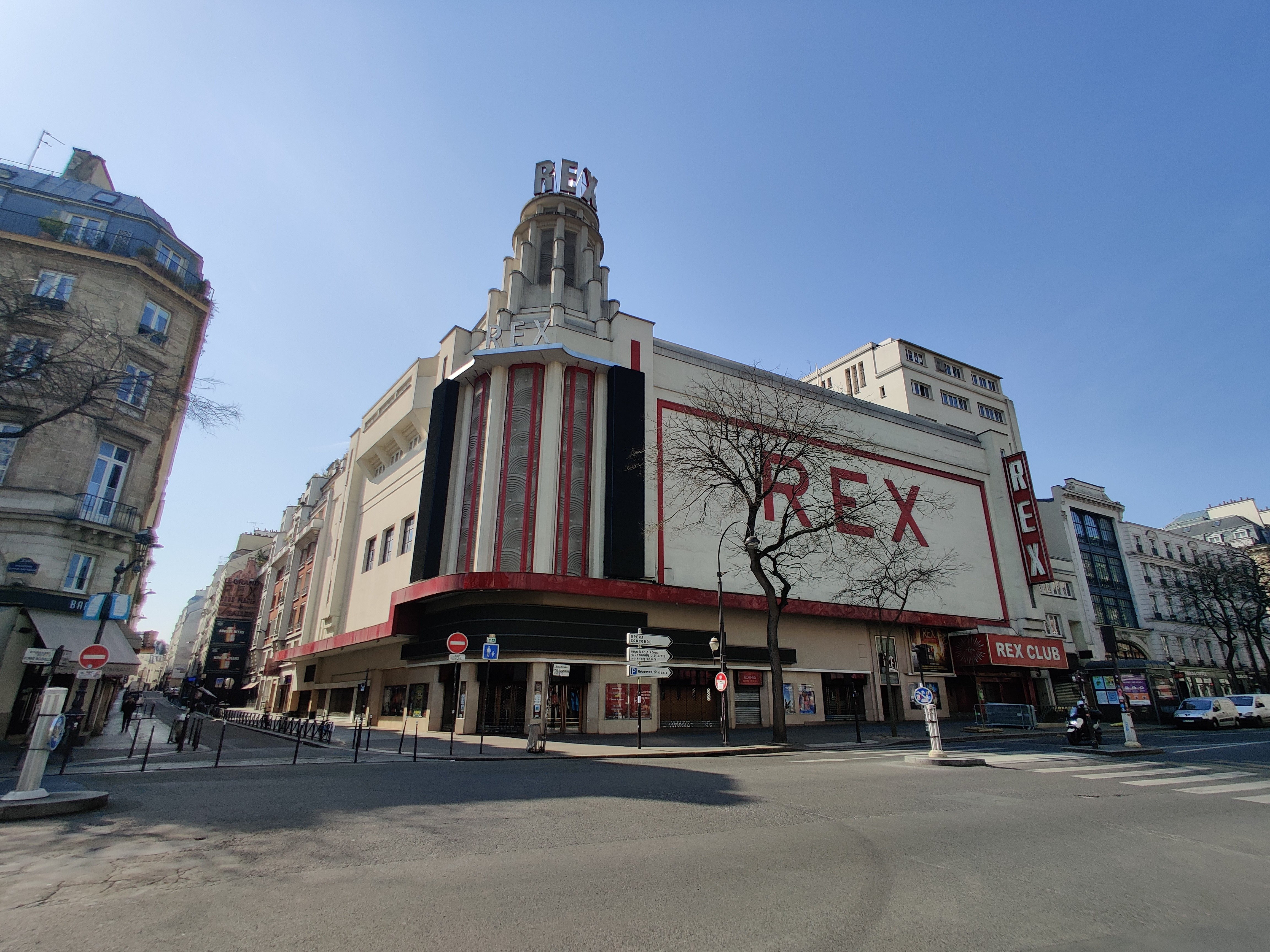

Le Grand Rex is een bioscoop in Parijs, met de grootste filmzaal in Europa. Vooral door deze zaal is het gebouw bekend. Le Grand Rex is in de stijl van art deco gebouwd en valt sinds 1981 onder monumentenzorg. Het gebouw en de grote zaal worden ook voor evenementen, theater en concerten gebruikt. Behalve de grote zaal zijn er twee grote balkons en er bevinden zich een aantal kleinere zalen in het gebouw. Onder de plaats waar het scherm hangt, bevindt zich een groot podium. Over het podium heen schijnt, wanneer de zaal niet in het donker is, in een grote boog rood licht.
In het begin van de jaren 30 van de 20e eeuw nam filmproducent Jacques Haïk het initiatief Le Grand Rex te bouwen. De Radio City Music Hall in New York diende als voorbeeld. De architect was Auguste Bluysen, die had sinds de Wereldtentoonstelling van 1900 ervaring in het bouwen van zalen voor een groot publiek. Met de bouw werd in 1931 begonnen. Op 8 december 1932 werd het geopend. Vroeger 3.300, nu 2.800 mensen kunnen bij de grote zaal naar binnen. Toen Parijs tijdens de Tweede Wereldoorlog onder de bezetting door Nazi-Duitsland viel, was het de bioscoop voor de soldaten van de Duitse Wehrmacht.
Ieder jaar in april is er het Jules Verne-festival, dat een aantal dagen duurt. Ook ieder jaar, maar in december, vindt in Le Grand Rex het Féerie des Eaux: het Waterfeest plaats. Er wordt een Walt Disney-film gedraaid, maar ook wordt er een enorm waterbassin gebouwd met 1.200 fonteinen. Het dichtstbijzijnde metrostation is station Bonne Nouvelle.

## Websites
- officiële website. Gearchiveerd op 17 juni 2025.